# Boris Berman (funkcjonariusz NKWD)
Boris Dawydowicz Berman (ros. Бори́с Давы́дович Бе́рман, ur. 2 maja?/15 maja 1901 we wsi Andrianowka k. Czyty, zm. 22 lutego 1939 w Moskwie) – funkcjonariusz radzieckich organów bezpieczeństwa, komisarz bezpieczeństwa państwowego III rangi, ludowy komisarz spraw wewnętrznych Białoruskiej SRR (1937-1938).

## Życiorys
Urodzony w rodzinie żydowskiej, był bratem Matwieja Bermana. Do 1917 uczył się w szkole miejskiej w Czycie, później pracował w składzie drewna i w sklepie.
Od maja 1918 był szeregowym Polowej Komendantury Czerwonej Gwardii; powrócił do rodzinnej wsi i tam ukrywał się przed białymi. Od ojca otrzymał paszport, dzięki czemu wyjechał do Mandżurii. Pracował w warsztacie produkującym ławki, jednocześnie uczył się u studenta Grossmana, przygotowującego go do zaliczenia 7 klas gimnazjum. W 1919 został zmobilizowany przez białych i służył jako szeregowy w służbie ochrony Kolei Wschodniochińskiej. 
W grudniu 1920 przeniósł się do Czyty, po czym wyjechał do brata do Semipałatyńska, gdzie od stycznia do lutego 1921 był sekretarzem agitacyjno-propagandowym Semipałatyńskiego Komitetu Gubernialnego RKP(b). 
Od lutego 1921 był funkcjonariuszem gubernialnej Czeki w Irkucku, a 1922-1923 politrukiem w Armii Czerwonej. Od sierpnia 1923 członek RKP(b), 1928-1931 funkcjonariusz GPU w Środkowej Azji, później w Wydziale Zagranicznym (INO) OGPU, rezydent OGPU w Niemczech, od 8 kwietnia 1934 zastępca, a od 1 czerwca do 10 lipca 1934 II zastępca szefa INO OGPU ZSRR. Od 10 lipca 1934 II zastępca, a od 21 maja 1935 do 31 sierpnia 1936 I zastępca INO GUGB, od 31 sierpnia do 25 grudnia 1936 zastępca szefa Tajnego Wydziału Politycznego GUGB. Od 25 grudnia 1936 do 4 marca 1937 zastępca szefa Wydziału IV GUGB, od 4 marca 1937 do 22 maja 1938 ludowy komisarz spraw wewnętrznych Białoruskiej SRR i równocześnie szef Wydziału Specjalnego GUGB Białoruskiego Okręgu Wojskowego, od 14 marca 1937 komisarz bezpieczeństwa państwowego III rangi, od 25 maja do 24 września 1938 szef Zarządu III NKWD ZSRR. 
Deputowany do Rady Najwyższej ZSRR 1 kadencji. Odpowiedzialny za masowe represje na Białorusi, w tym za tzw. operację polską NKWD. 
24 września 1938 aresztowany, 22 lutego 1939 skazany na śmierć przez Kolegium Wojskowe Sądu Najwyższego ZSRR i rozstrzelany.

## Odznaczenia
- Order Lenina (19 grudnia 1937)
- Odznaka "Honorowy Funkcjonariusz Czeki/GPU (V)"
- Odznaka "Honorowy Funkcjonariusz Czeki/GPU (XV)"